# Пирогів (Київ)
Пирогі́в — колишнє село, нині місцевість (житловий мікрорайон) у південній частині Києва. Розташоване між Корчуватим, Китаєвим і селищем Віта-Литовська. Головні вулиці — Пирогівський шлях, Лауреатська, Фестивальна.

## Історія
Поселення на його території відомі з глибокої давнини (знайдено предмети доби бронзи). Пирогів (Пирогівка) вперше згадано 1627 як володіння Києво-Печерської лаври. Походження назви достеменно не встановлене, можливо, назва пов'язана із пирогами чи пиріжками або
із так званим пироговим митом, проте це лише нічим не підтверджені припущення.
У 1720 фігурує як с. Пирожов. Після секуляризації 1786 року село перейшло у казенне володіння.
1821 року коштом титулярного радника І. Зуєвича була збудована кам'яна Воздвиженська церква, зруйнована у 1930-і роки. Село Пирогів входило до Хотівської волості Київського повіту.
За даними праці «Медико-топографическое описание государственных имуществ Киевского округа …» Домініка де ля Фліза (1854 року), у селі налічувалося 33 двори, мешкав 301 житель. Селом протікала річка Калинівка, притока Дніпра, було озеро Бабки. На річці була гребля, працював водяний млин. Земля у селі була глиниста і піщана. Селяни сіяли жито, овес, гречку, ячмінь, просо, горох і рідко пшеницю. З городніх культур селяни здебільшого вирощували картоплю, менше — капусту, буряки, квасолю, огірки, мак, коноплю, іноді — кукурудзу і гарбузи. З фруктових дерев росли яблуні, груші, вишні, сливи, горіхи. Селяни мали багато волів, корів, овець, свиней, розводили багато гусей, качок, курей. Також Домінік де ля Фліз зазначав, що селяни загалом добре харчувалися й у більшості своїй були гарно одягнені та взуті.
1864 року за даними Лаврентія Похилевича у селі мешкало 307 жителів.
За даними 1900 року налічувалося 178 дворів, 1222 жителі. Входило до складу Хотівської волості Київського повіту. Діяла однокласна народна школа. Працювали чотири цегельних заводи: перший належав Григорію Яську, другий Андрію Денисову, третій
та четвертий — Кузьмі та Федору Лунєвим. Також діяли чотири кузні та працювало два водяних млини. Також по водяному млину діяло у прилеглих до села хуторах Сіраків та Яровці.
1926 року у селищі налічувалося 337 дворів, мешкало 1738 жителів, при цьому село з 1923 по 1927 входило до складу Будаївського району Київської округи. У 1927 році район ліквідовано, а село з сільською радою напряму підпорядковано Київській міській раді. До складу Пирогівської сільської ради 1926 року входили: село Пирогів, хутори Вільний, Володарка, Новоселиця, Черкасів, лісові сторожки Бички та Жуків острів.
У 1932 році в селі мешкало 1816 жителів.
Село постраждало внаслідок Голодомору, який провів уряд СРСР в Україні. Мешканці села згадують, що порятуватися не могли навіть у Києві, бо він був оточений блок-постами працівників НКВС, які завертали голодних селян назад
Всього у Пирогові комуністи убили голодом 460 осіб,але жодного пам'ятного знаку і до цього часу не має.
З 1957 — у межах Києва. Пирогів дав назви Пирогівському шляхові (тепер у складі Столичного шосе), вул. Новопирогівській та вул. Пирогівський шлях.
До 1957 року, коли рішенням Виконкому Київської міської ради депутатів трудящих було присвоєно назви вулицям, село поділялося на кутки: Хрещатик (центральна частина), Ковтунівщина (нинішня вулиця Барикадна), Сорокова Гора (початок нинішньої вулиці Лауреатської), Гончарівська Гора (західна частина села), Яровці (північна околиця села, нині частково територія Музею народної архітектури та побуту), Жабокруківка (східна частина села, нинішня вулиця Фестивальна; частину кутка між вулицею Пирогівський Шлях та залізницею знесено у 1980-і роки, нині на цьому місці тютюнова фабрика), Циганщина (південна частина села, нинішня вулиця Комунальна) та Борзаків (південна частина села, заключна частина вулиці Пирогівський шлях).
Пирогів майже повністю зберіг планувальну структуру та більшість малоповерхової забудови, серед якої є і забудова першої половини ХХ
століття. Планувальна структура майже незмінна з другої половини ХІХ століття. Лише у 1980-і було знесено частину забудови вздовж непарного боку вул. Пирогівський Шлях та вздовж початкових частин вул. Фестивальної та Бродівської. Громадська будівля — двоповерхова школа. На місці знесеної частини забудови вздовж непарного боку вулиці Пирогівський Шлях зведено споруди пивоварного заводу «Славутич» (відкрито 2004), а на стику вулиці Пирогівський Шлях та вулиці Академіка Заболотного 1998 відкрито приміщення перенесеної з проспекту Перемоги, № 6 тютюнової фабрики.
5-6 червня 2021 року у Пирогові відбувся фестиваль "Всі разом за сім'ю!".

### Борзаків
Хутір Борзаків (Борзаківщина) вперше згадується 1703 року. Був у власності колишнього писаря Києво-Печерської Лаври, на той час священика церкви Св. Феодосія, Василя (за іншими даними — Полікарпа) Борзака. Згодом, переходячи від одного зі спадкоємців до іншого, 1798 перейшов до колезького секретаря Льва Борзаковського. За Борзаковського у хуторі було декілька заводів, які згодом було закрито. У 1817 році хутір продано дворянину Зелінському. За даними 1864 року, до хутора було приписано 36 селян, було два шинки. 1900 року у хуторі було 7 дворів, мешкало 36 жителів. У 1-й третині ХХ століття остаточно злився із селом Пирогів. Нині — куток села Пирогів, кінцева частина вулиці Пирогівський Шлях, вулиця Бродівська та Бродівський провулок.

### Яровці
Хутір Яровці вперше згадано 1829 року як володіння Михайлівського Золотоверхого монастиря. 1831 в хуторі було дві хати, а 1841 року тут жило 6 найманих робітників для обслуговування монастирських городів та пасіки. У ХІХ столітті на ставку діяв млин. У 1900 році на хуторі був один двір, мешкали 4 жителі, чия кількість подвоїлась до 1926 року. Позаяк хутір лежав поряд із селом Пирогів, він належав до Хотівської сільської ради. Востаннє як окреме поселення хутір фігурує у книзі «Населені місця Київщини» 1926 року та на мапі 1932 року. З часом забудова села наблизилася до хутора, що знаходився між кладовищем та ставком на вулиці Ставковій та зник у 1930-х. Яровці дали назву сусідньому кутку села Пирогів, де пролягають вулиці Ставкова, Солов'їна та Фіалкова. Ця частина села здебільшого сформувалася і забудувалася вже у 1930-і-1950-і роки.

## Пам'ятки
У районі Пирогова розташований Національний музей народної архітектури та побуту України.
У Пирогові є Геологічна пам'ятка природи — відслонення неогенових та палеогенових відкладів.

### Церкви
- Хрестовоздвиженська церква — мурований храм збудований 1821 року та зруйнований у 1930-і роки. У липні 1868 року у храмі взяли шлюб Петро Косач та Ольга Драгоманова — майбутня письменниця Олена Пчілка.
- Храм Воздвиження Хреста Господнього — дерев'яна церква УПЦ МП, збудована після розпаду СРСР.

## Проєкт спорудження гірськолижного комплексу
Міські органи влади заявили про заплановане будівництво гірськолижного комплексу «Пирогово» з усією сучасною туристично-відпочинковою інфраструктурою на місці покинутого законсервованого звалища сміттєвідходів, з інвестиціями понад 12 млн євро,.

## Особистості
У селі народився Павло Федорович Сиволапенко — Герой Радянського Союзу.
У селі знімали український культовий серіал «Одного разу під Полтавою».

## Світлини

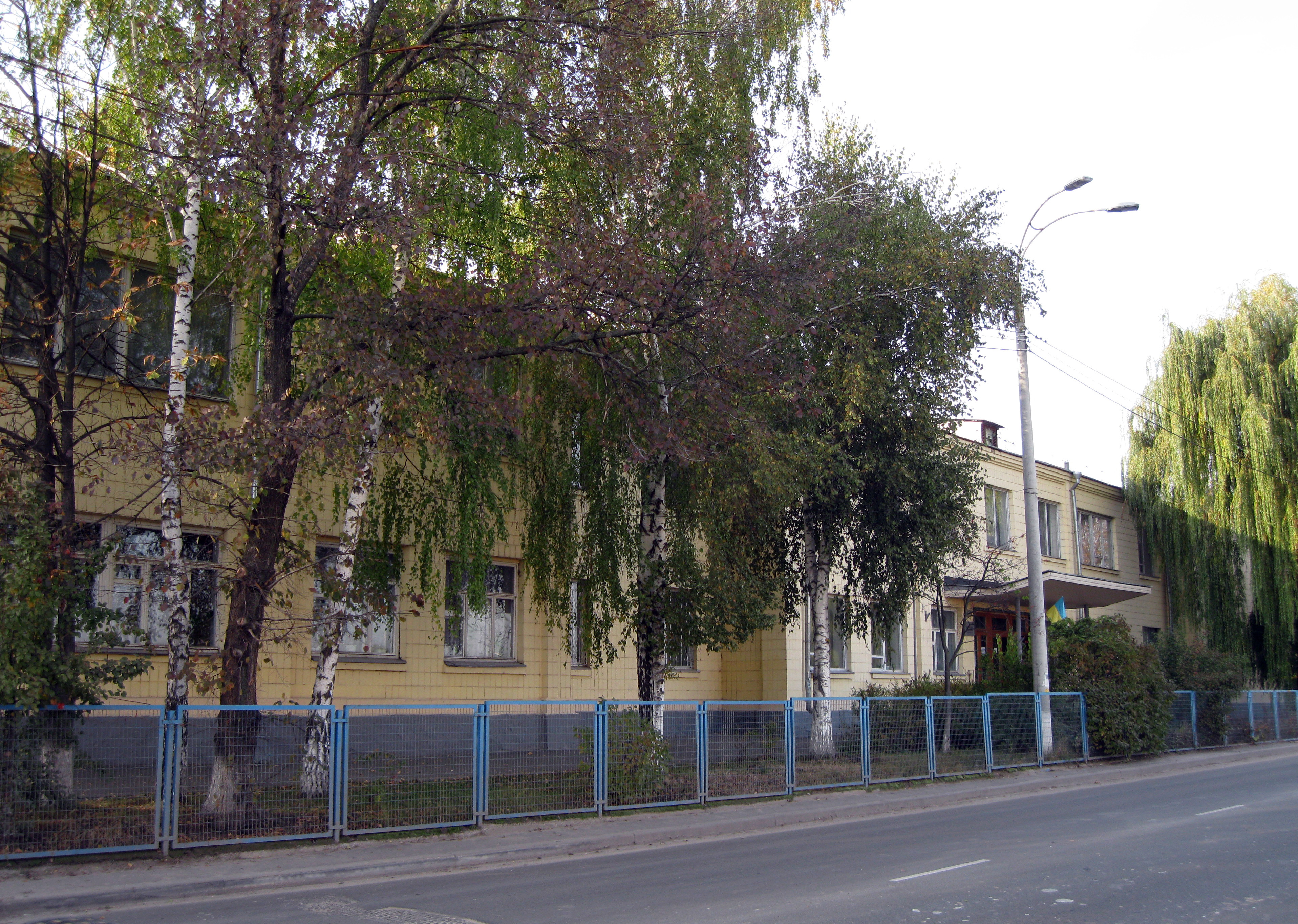
Школа № 150
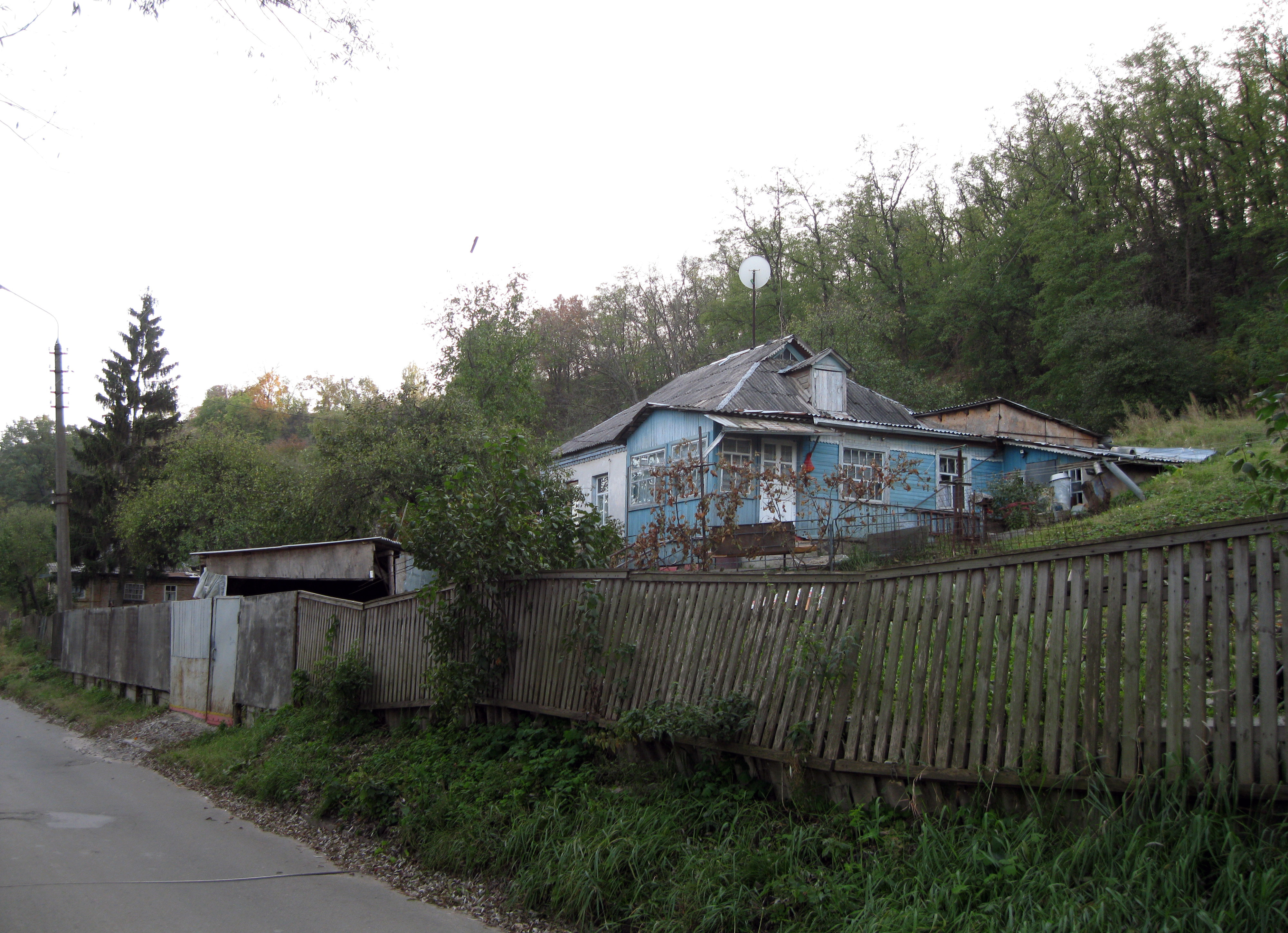
Житловий будинок у південній частині селища
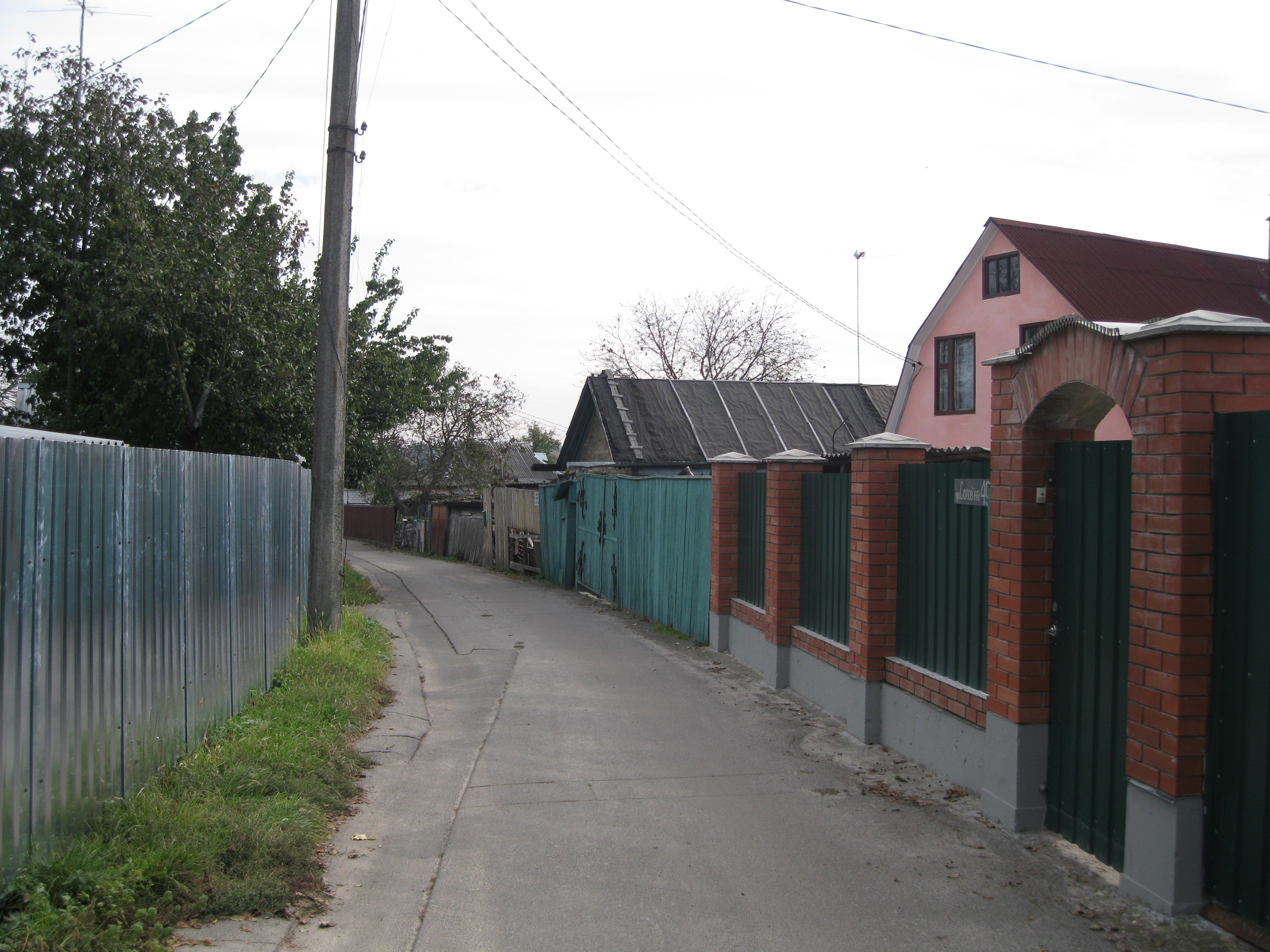
Вулиця Солов'їна, біля музею архітектури і побуту. Північна частина селища
Церква Воздвиження Хреста Господнього (2011)